# Achinsk
Achinsk é uma cidade no Krai de Krasnoiarsk, no sul da Sibéria. Tem 104850 habitantes (2021), sendo a terceira maior cidade do Krai, atrás de Krasnoiarsk (1 103 023 hab.) e Norilsk (182 701 hab.) .
Foi fundada em 1641, mas após um incêndio em 1683, a cidade foi reconstruída no local atual. A linha transiberiana passa por Achinsk.

## Clima
| Dados climáticos para Achinsk, Krasnoyarsk Krai | Dados climáticos para Achinsk, Krasnoyarsk Krai | Dados climáticos para Achinsk, Krasnoyarsk Krai | Dados climáticos para Achinsk, Krasnoyarsk Krai | Dados climáticos para Achinsk, Krasnoyarsk Krai | Dados climáticos para Achinsk, Krasnoyarsk Krai | Dados climáticos para Achinsk, Krasnoyarsk Krai | Dados climáticos para Achinsk, Krasnoyarsk Krai | Dados climáticos para Achinsk, Krasnoyarsk Krai | Dados climáticos para Achinsk, Krasnoyarsk Krai | Dados climáticos para Achinsk, Krasnoyarsk Krai | Dados climáticos para Achinsk, Krasnoyarsk Krai | Dados climáticos para Achinsk, Krasnoyarsk Krai | Dados climáticos para Achinsk, Krasnoyarsk Krai |
| Mês                                             | Jan                                             | Fev                                             | Mar                                             | Abr                                             | Mai                                             | Jun                                             | Jul                                             | Ago                                             | Set                                             | Out                                             | Nov                                             | Dez                                             | Ano                                             |
| ----------------------------------------------- | ----------------------------------------------- | ----------------------------------------------- | ----------------------------------------------- | ----------------------------------------------- | ----------------------------------------------- | ----------------------------------------------- | ----------------------------------------------- | ----------------------------------------------- | ----------------------------------------------- | ----------------------------------------------- | ----------------------------------------------- | ----------------------------------------------- | ----------------------------------------------- |
| Recorde alta °C (°F)                            | 4.8 (40.6)                                      | 6.0 (42.8)                                      | 16.5 (61.7)                                     | 28.1 (82.6)                                     | 34.8 (94.6)                                     | 35.3 (95.5)                                     | 37.2 (99)                                       | 34.1 (93.4)                                     | 31.0 (87.8)                                     | 24.2 (75.6)                                     | 13.8 (56.8)                                     | 6.1 (43)                                        | 37.2 (99)                                       |
| Média alta °C (°F)                              | −11.5 (11.3)                                    | −8.7 (16.3)                                     | −1.4 (29.5)                                     | 6.7 (44.1)                                      | 16.6 (61.9)                                     | 21.8 (71.2)                                     | 24.3 (75.7)                                     | 21.5 (70.7)                                     | 14.2 (57.6)                                     | 5.9 (42.6)                                      | −4.1 (24.6)                                     | −9.6 (14.7)                                     | 6.3 (43.3)                                      |
| Média diária °C (°F)                            | −15.1 (4.8)                                     | −12.8 (9)                                       | −5.9 (21.4)                                     | 1.6 (34.9)                                      | 10.4 (50.7)                                     | 15.9 (60.6)                                     | 18.8 (65.8)                                     | 15.9 (60.6)                                     | 9.2 (48.6)                                      | 1.9 (35.4)                                      | −7.5 (18.5)                                     | −13.2 (8.2)                                     | 1.6 (34.9)                                      |
| Média baixa °C (°F)                             | −18.4 (−1.1)                                    | −16.4 (2.5)                                     | −9.9 (14.2)                                     | −2.5 (27.5)                                     | 5.2 (41.4)                                      | 10.9 (51.6)                                     | 13.8 (56.8)                                     | 11.3 (52.3)                                     | 5.3 (41.5)                                      | −1.2 (29.8)                                     | −10.6 (12.9)                                    | −16.6 (2.1)                                     | −2.4 (27.7)                                     |
| Recorde baixa °C (°F)                           | −59.9 (−75.8)                                   | −45.4 (−49.7)                                   | −42.1 (−43.8)                                   | −27.9 (−18.2)                                   | −19.2 (−2.6)                                    | −3.8 (25.2)                                     | −.5 (31.1)                                      | −2.8 (27)                                       | −10 (14)                                        | −34.1 (−29.4)                                   | −45.8 (−50.4)                                   | −48.3 (−54.9)                                   | −59.9 (−75.8)                                   |
| Média precipitação mm (pol.)                    | 19 (0.75)                                       | 11 (0.43)                                       | 14 (0.55)                                       | 28 (1.1)                                        | 37 (1.46)                                       | 65 (2.56)                                       | 65 (2.56)                                       | 69 (2.72)                                       | 49 (1.93)                                       | 41 (1.61)                                       | 34 (1.34)                                       | 28 (1.1)                                        | 459 (18.07)                                     |
| Fonte: ПОГОДА В АЧИНСКЕ                         |                                                 |                                                 |                                                 |                                                 |                                                 |                                                 |                                                 |                                                 |                                                 |                                                 |                                                 |                                                 |                                                 |